# استان تای گوین
استان تای گوین (به لاتین: Thái Nguyên Province) یک استان در ویتنام است.

## خصوصیات
استان تای گوین ۳٬۵۳۴٫۴۵ کیلومترمربع مساحت و ۱٬۱۳۹٬۴۰۰ نفر جمعیت دارد.

## نگارخانه

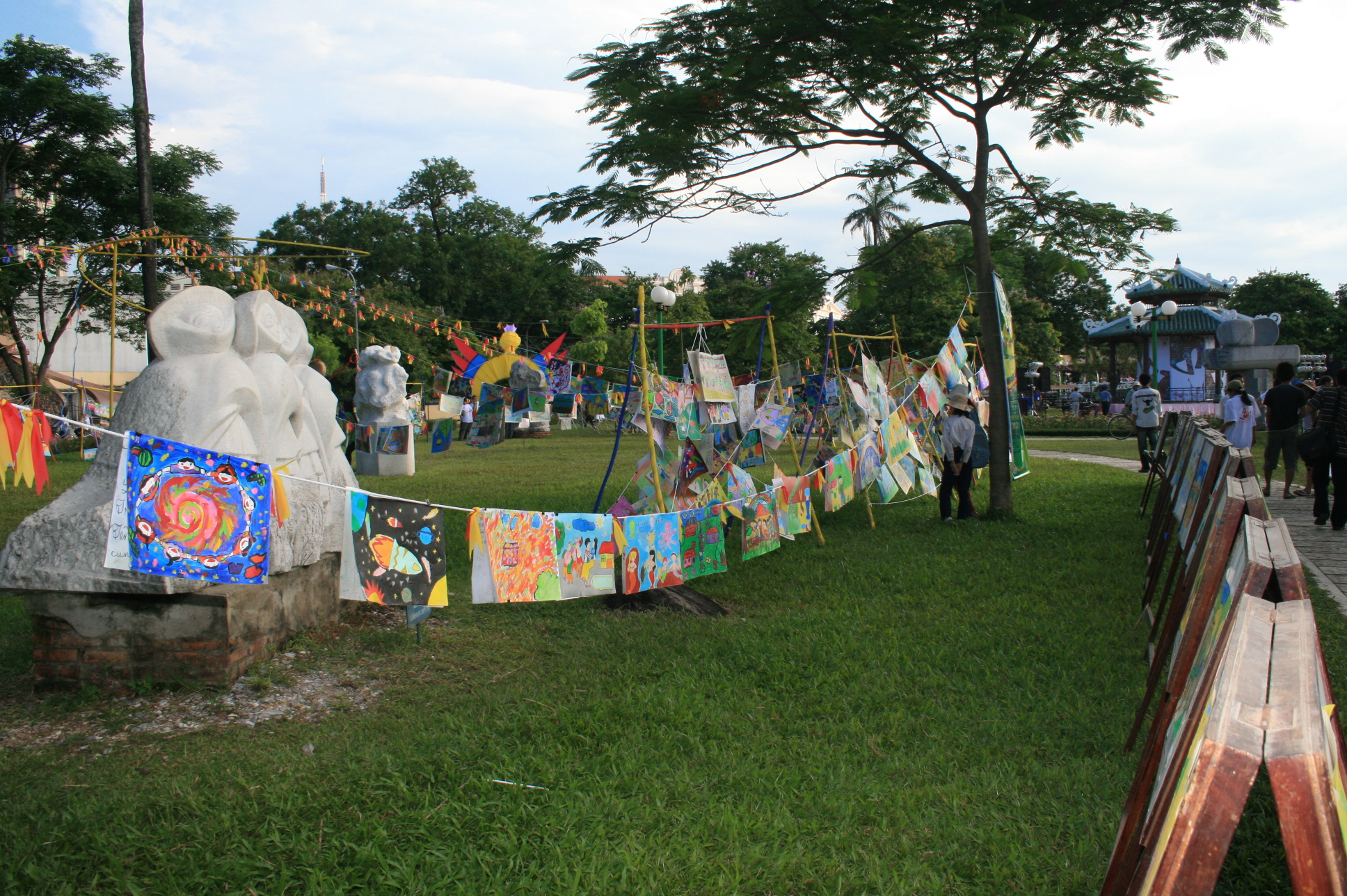
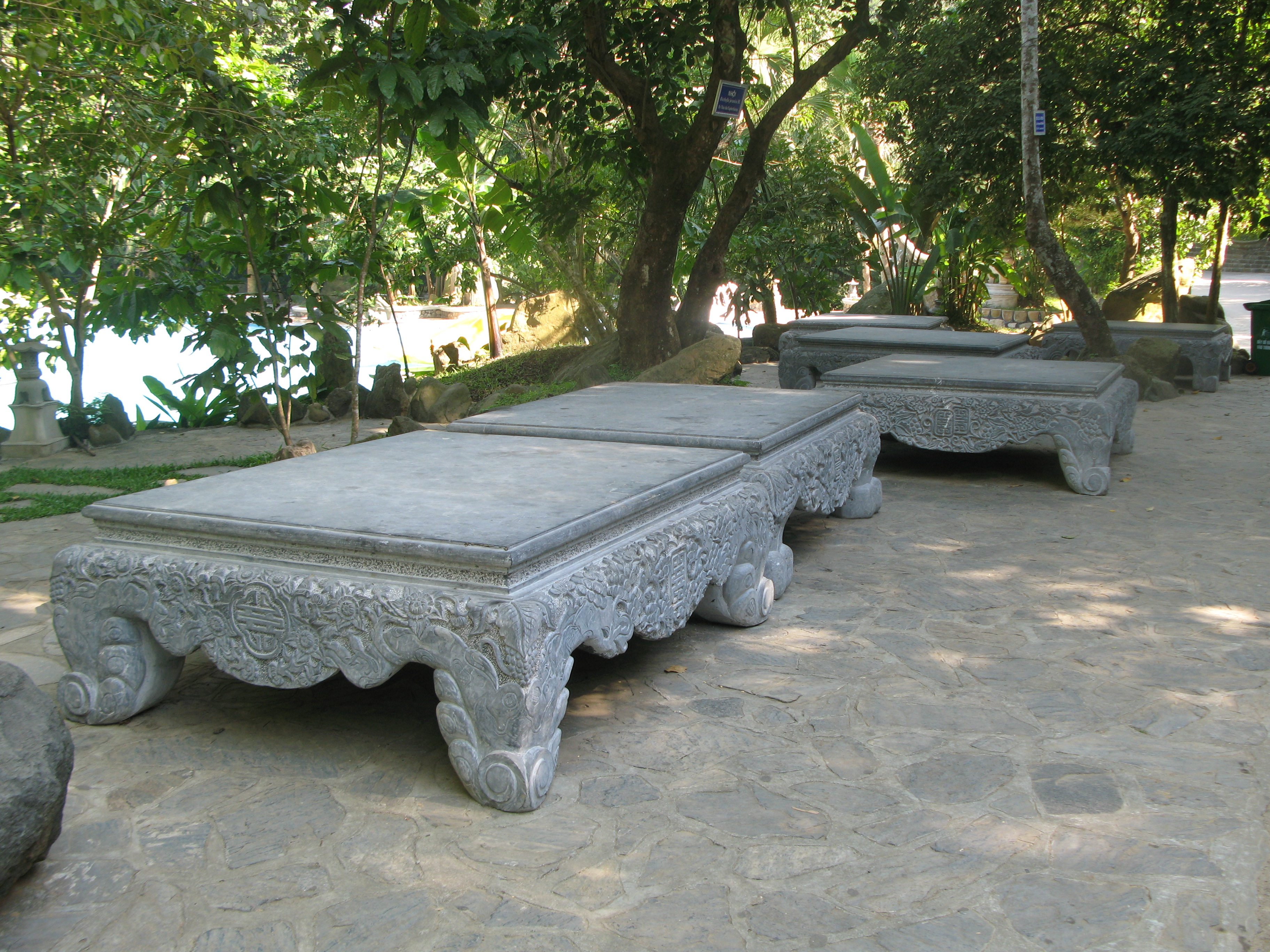
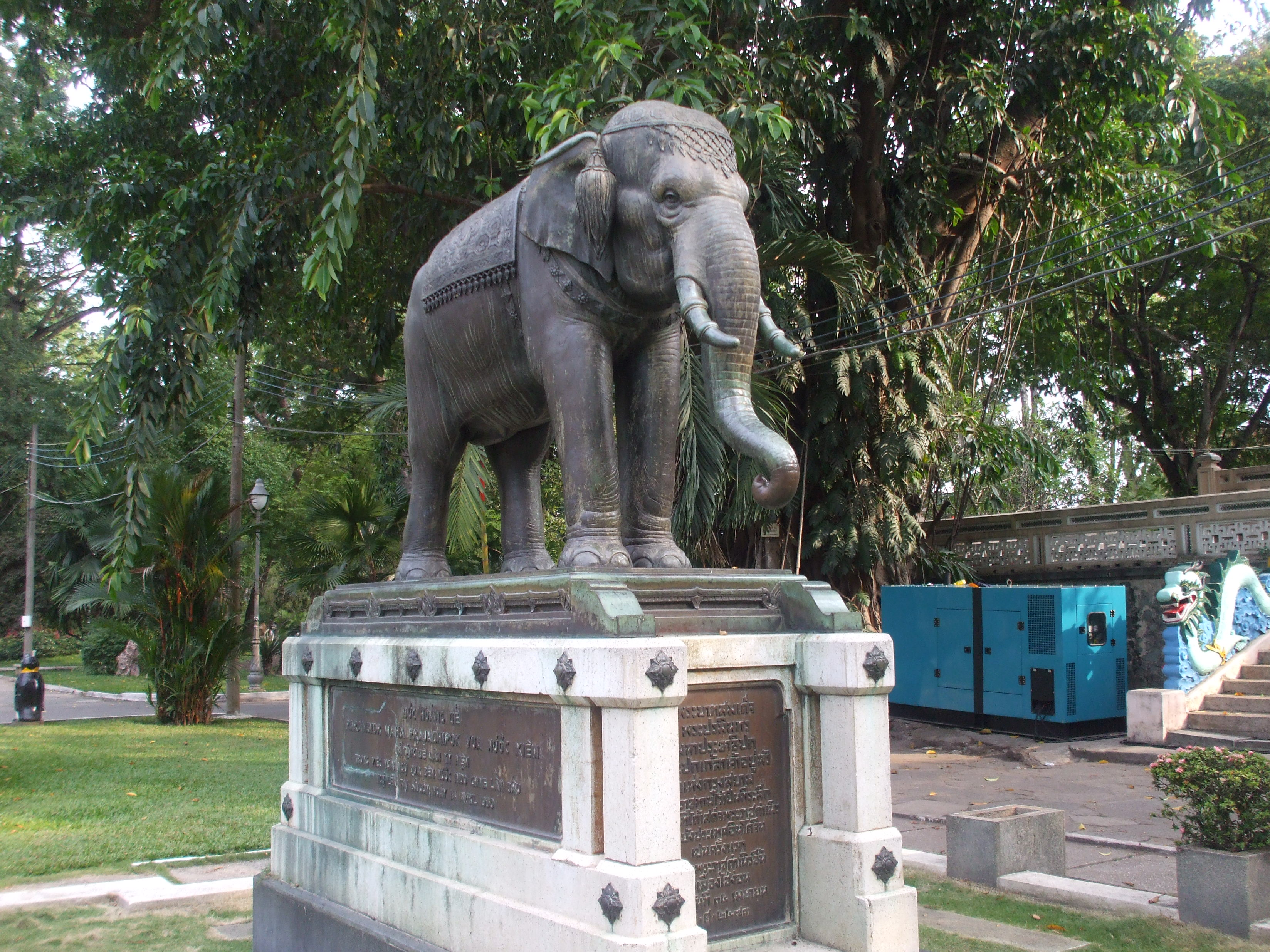
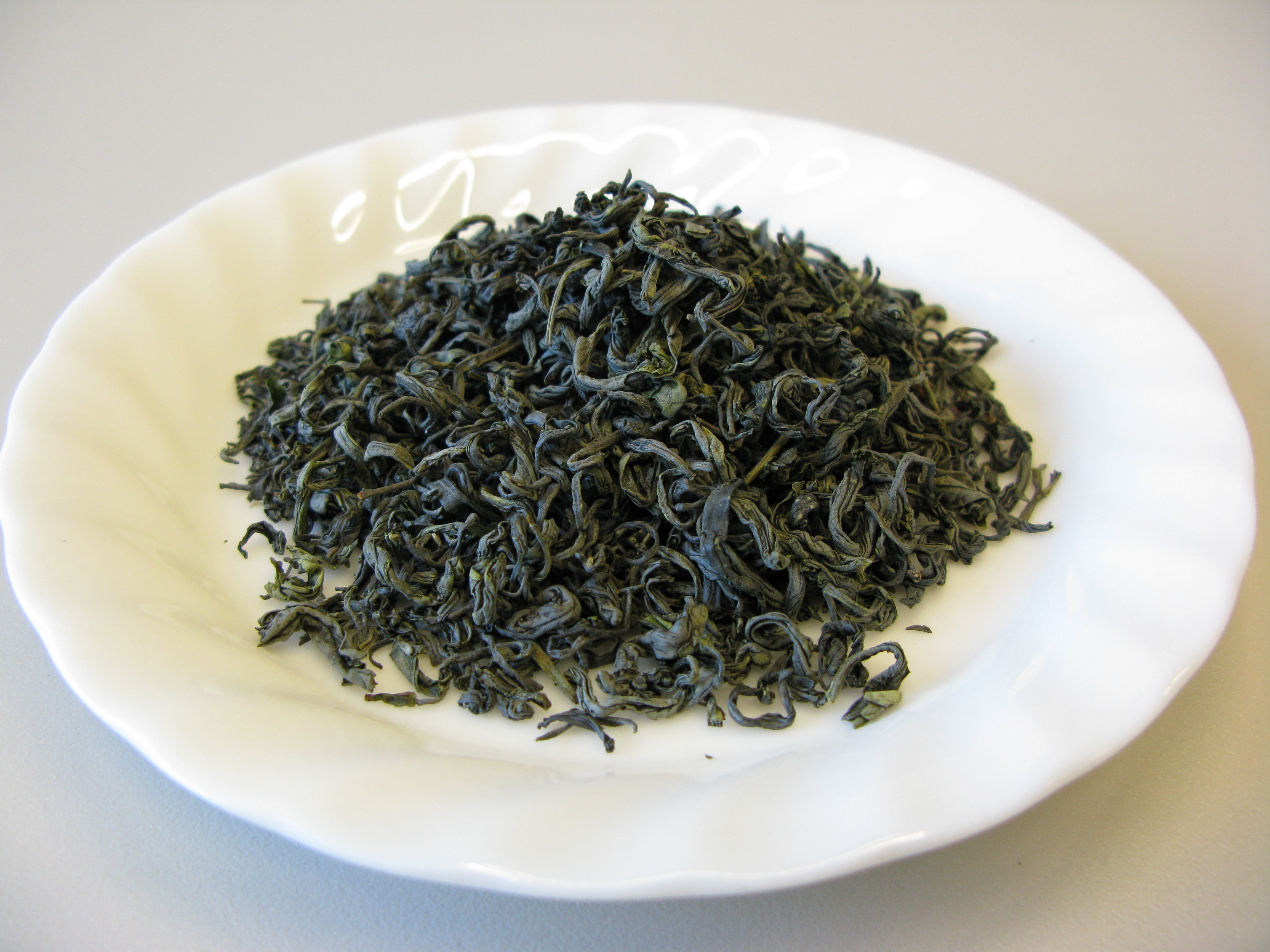
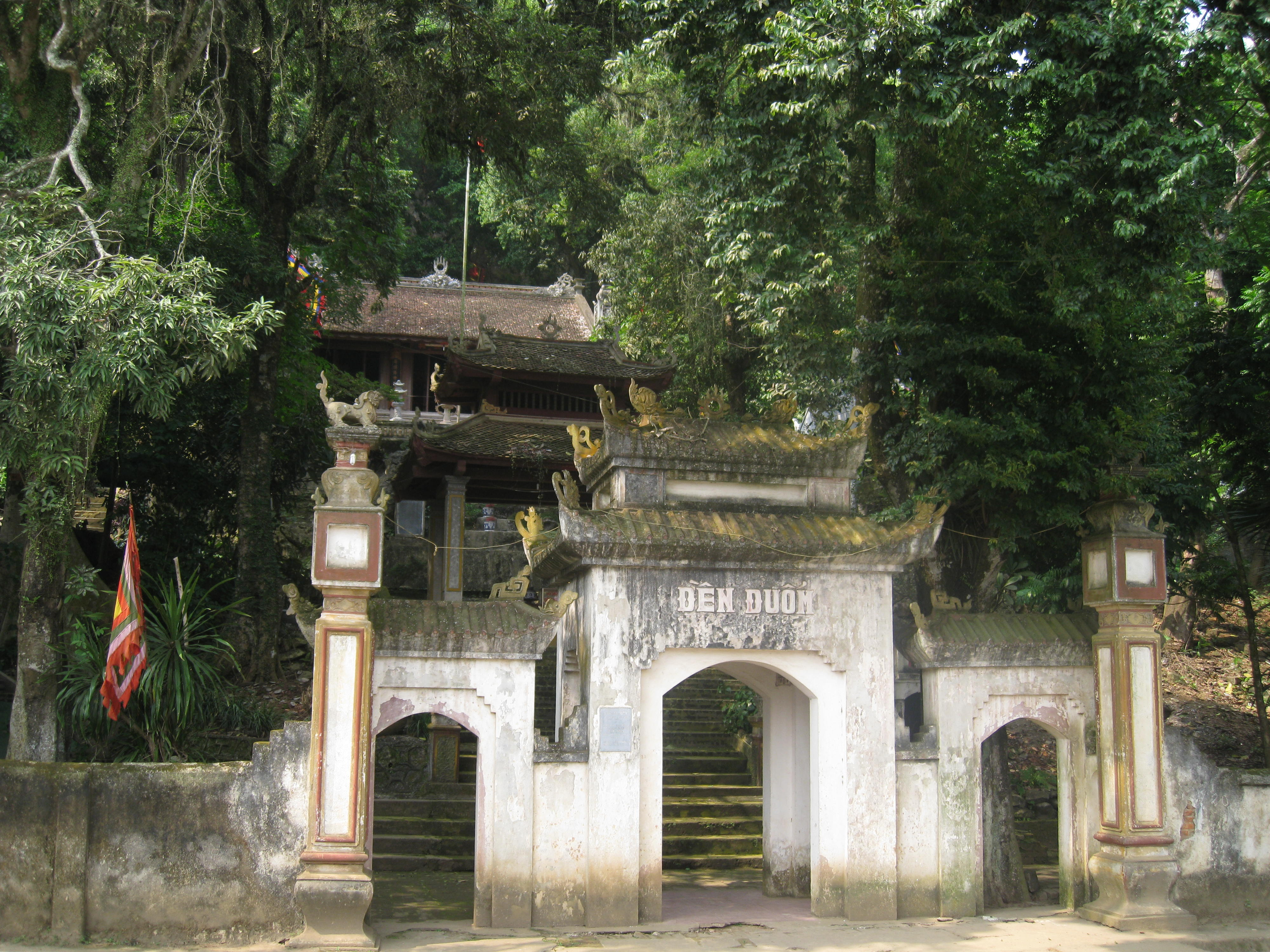
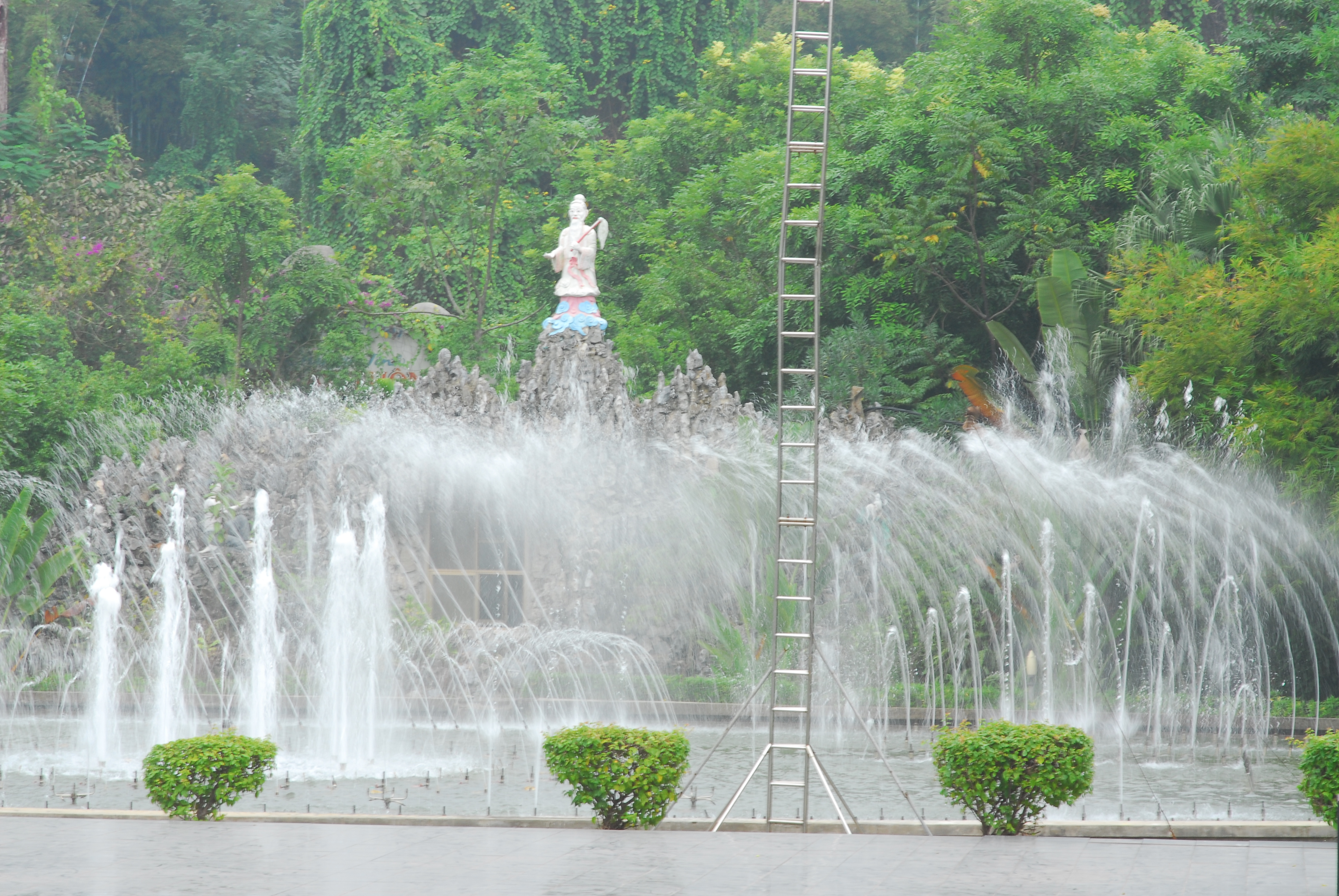
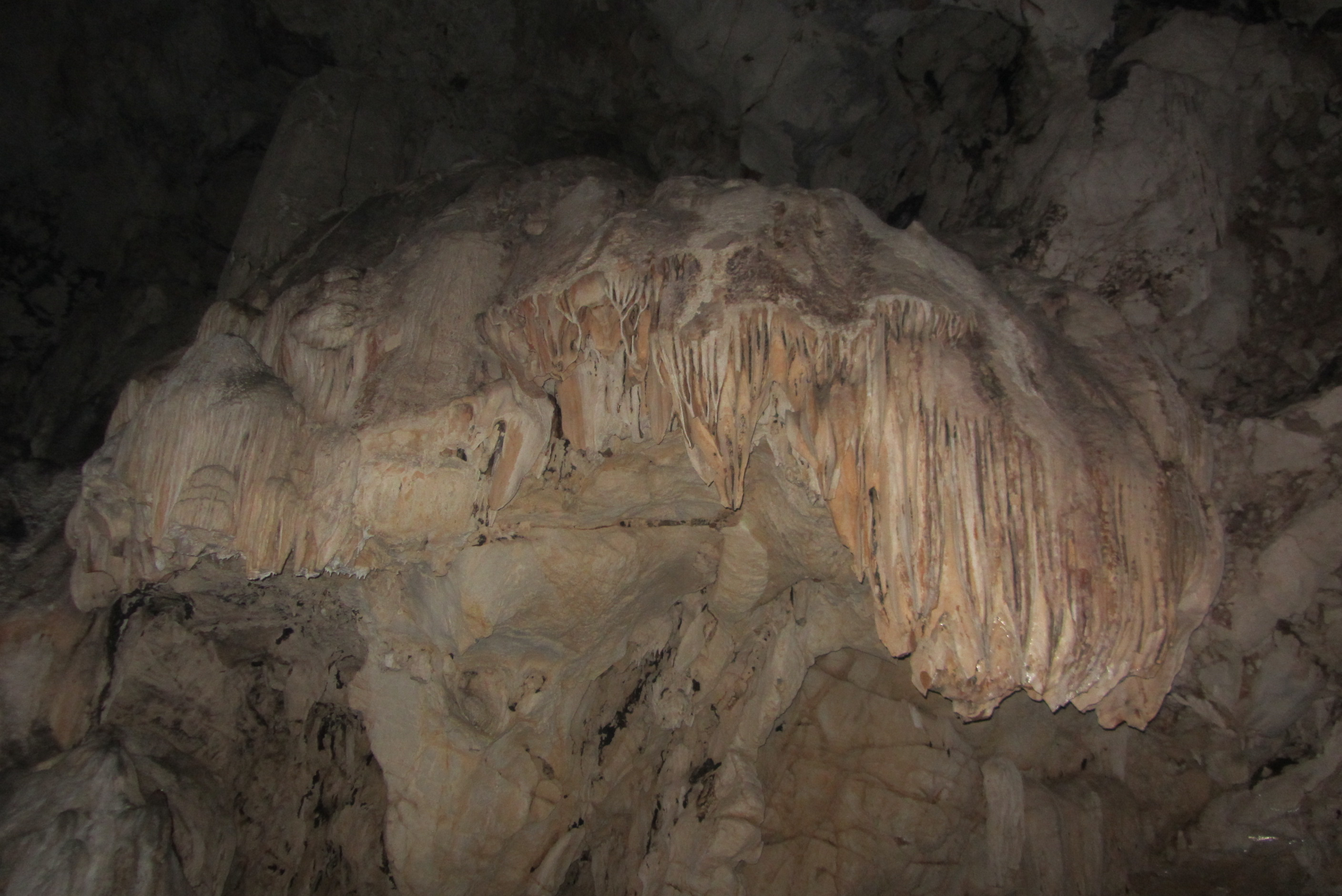